# Piero Di Domenico
Piero Di Domenico (Teramo, 27 maggio 1965) è un giornalista e critico cinematografico italiano.

## Gli inizi
Inizia da giovanissimo a lavorare all'emittente radio Odeon International.
L'esperienza continuerà per 5 anni, prima di passare a un'altra emittente abruzzese, radio “G” Giulianova. Nel 1984 si trasferisce a Bologna per continuare gli studi universitari. È qui che matura le prime esperienze giornalistiche, iniziando a collaborare con l'emittente di informazione Radio Città, oggi Radiocittà Fujiko.

## Editoria e Giornalismo
Dalla fine degli anni Ottanta inizia anche l'esperienza giornalistica su carta, partecipando alle varie stagioni del periodico bolognese “Mongolfiera”, di cui sarà anche direttore.
Contemporaneamente matura anche le prime esperienze in campo editoriale con le case editrici Agalev e Telemaco. Nel 2001 viene chiamato dalla casa editrice Coconino Press, fondata da Igort, per sviluppare i progetti e l'attività di produzione nel campo del fumetto d'autore e delle graphic-novel. Dalla sua nascita collabora anche alle pagine culturali dell'edizione bolognese del “Corriere della Sera”.

## Ermitage
Nel 2003 l'editore Gianni Salvioni gli chiede di sviluppare l'attività di cinema in home video della casa editrice multimediale Ermitage, di cui diventa direttore editoriale. Ermitage Cinema è tra le prime realtà a riprodurre sul mercato italiano dell'home video film classici della cinematografia. In particolare cura le edizioni di gran parte del cinema delle origini che viene riproposto in Italia, compresa l'edizione integrale del “Metropolis” di Fritz Lang, avviando anche una serie di rimusicazioni legate al cinema muto che coinvolgono Piovani, Bollani, Avion Travel, Rea, Cammariere, Bosso e tanti altri musicisti.

## Università e altre attività
Dall'anno 2002 comincia a tenere corsi di alfabetizzazione cinematografica presso il Dams dell'Università di Bologna, occupandosi in seguito di tecnologie multimediali in ambito universitario.
Da molti anni svolge le sue ricerche sui rapporti che intercorrono tra cinema, fumetto, letteratura e videogiochi e sui legami tra l'immagine e le nuove tecnologie. Nel 2006 viene chiamato dalla
Cineteca di Bologna, per cui cura il premio “Il Cinema Ritrovato-Dvd Awards”, per sviluppare la propria sezione home video: in tale veste produce anche il DVD Il mondo perduto - I cortometraggi di Vittorio De Seta 1954-1959, che raccoglie i documentari, restaurati, del regista Vittorio De Seta. Dal 2011 collabora con la Bottega Finzioni fondata da Carlo Lucarelli e nel novembre 2012 organizza a Bologna la prima edizione di "Scriba", festival dedicato alle scritture di mestiere.